# نوريو كودو
نوريو كودو (باليابانية: 工藤紀夫؛ بالكانا: くどう のりお) هو لاعب الغو ‏ ياباني، ولد في 2 أغسطس 1940 في هيروساكي في اليابان.